# Żelazna (Brzeg)
Pour les articles homonymes, voir Żelazna.
Żelazna est une localité polonaise du gmina de Grodków, située dans le powiat de Brzeg (voïvodie d'Opole).

## Histoire
De 1742 à 1945, Märzdorf fait partie de l'arrondissement de Grottkau dans le district d'Oppeln au sein de la province de Silésie.